# Susan Lowndes Marques
Susan Antonia Dorothea Priestley Lowndes Marques OBE(Londres, 15 de Fevereiro de 1907 - Lisboa, 3 de Fevereiro de 1993) foi uma escritora e jornalista inglesa, que foi uma personagem destacada na comunidade britânica em Portugal, especialmente durante a Segunda Guerra Mundial.

## Biografia
Nasceu na cidade de Londres, em 15 de Fevereiro de 1907, filha da escritora Marie Belloc Lowndes e de Frederic Lowndes, e neta da sufragista Bessie Parkes Belloc. Frequentou o St. Mary's Convent, em Ascot, tendo depois feito trabalho voluntário e sido responsável por uma loja de antiguidades no distrito de Knightsbridge, em Londres, onde ganhou valiosa experiência sobre arte, principalmente o Estilo rainha Ana.
Casou em 1938 com o jornalista Luiz Marques, falecido em 1976, do qual teve um filho e duas filhas. Durante a Segunda Guerra Mundial esteve em Lisboa, onde o casal desempenhou um papel muito importante na embaixada britânica, tendo o Anglo-Portuguese News sido, durante os piores anos do conflito, o único jornal em inglês em toda a Europa continental, tendo chegado a ser ameaçado pelo ministro nazista Joseph Goebbels. Com efeito, o casal fazia parte de uma lista especial dos membros da embaixada que deveriam ser imediatamente evacuados, caso Portugal fosse invadido pelos alemães. O casal apoiou igualmente a grande vaga de refugiados de guerra que passaram por Lisboa, função para a qual chegaram a utilizar o seu próprio apartamento. Exerceu como editora do jornal Anglo-Portuguese News entre 1976 e 1980. Aquando do seu falecimento, era correspondente em Lisboa do periódico Catholic Herald, e da cadeia noticiosa americana National Catholic Welfare Council (en).
Após o final da guerra, juntou-se à escritora Ann Bridge para publicar o livro The Selective Traveller in Portugal, de 1949, que se tornou numa referência histórica à literatura de viagens no país. Tinha uma atitude particularmente severa para com os trabalhos de restauro e preservação de património histórico que considerava pouco apropriados, levando por vezes à destruição das peças em causa. Por exemplo, entrou em conflito com o arqueólogo Mário de Vasconcelos Cardoso sobre os trabalhos que estavam a ser feitos na Citânia de Briteiros, tendo denunciado as técnicas arqueológicas utilizadas em Portugal como muito inferiores às do Reino Unido. Também publicou outras obras semelhantes, como Traveller's Guide to Portugal, Good Food from Spain and Portugal e Thornton Cox guide to Portugal, foi revisora da obra anual Fodor's Guide to Portugal, e em 1991 escreveu a introdução para o livro Rose Macaulay's They Came to Portugal Too. Em conjunto com a sua irmã Elizabeth, editou em 1971 a obra The Diaries and Letters of Marie Belloc Lowndes, onde foi descrita a atmosfera do período entre as duas guerras mundiais, e que se tornou numa fonte destacada sobre a crise da abdicação de Eduardo VIII. Devido à sua morte, não concluiu um livro sobre arte britânica em Portugal, cuja publicação póstuma estava prevista para breve em 1993.
Foi condecorada com a Ordem do Império Britânico em 1975, pelo seu contributo para a comunidade britânica em Lisboa.
Morreu na cidade de Lisboa, em 3 de Fevereiro de 1993.